# Defender 2000
Defender 2000 is een videospel van Jeff Minter voor het platform Atari Jaguar. Het spel werd uitgebracht in 1996 en is gebaseerd op Defender, een arcadespel uit 1980 van Williams Electronics dat werd geprogrammeerd door Eugene Jarvis en Larry DeMar.

## Ontvangst
| Beoordeeld door       | Jaar | Score |
| --------------------- | ---- | ----- |
| Electric Playground   | 1996 | 90%   |
| Game Players          | 1996 | 81%   |
| neXGam                | 1996 | 76%   |
| Game Zero             | 1996 | 75%   |
| The Atari Times       | 1996 | 70%   |
| Just Games Retro      | 2012 | 70%   |
| GamePro (US)          | 1996 | 60%   |
| The Video Game Critic | 2000 | 58%   |
| ST Format             | 1996 | 31%   |